# Neuville, Corrèze
Neuville là một xã thuộc tỉnh Corrèze trong vùng Nouvelle-Aquitaine miền trung Pháp.